# Vincetoxicum sinaicum
Vincetoxicum sinaicum là một loài thực vật có hoa trong họ La bố ma.